# Phreatogammarus helmsi
Phreatogammarus helmsi is een vlokreeftensoort uit de familie van de Phreatogammaridae. De wetenschappelijke naam van de soort is voor het eerst geldig gepubliceerd in 1918 door Charles Chilton.